# Badjadda
Badjadda fou una petita vila de Mesopotàmia actualment en territori de Turquia, molt fortificada, situada al sud de la ciutat d'Haran i a poca distància a l'est de Balikh. Fou famosa especialment pels seus jardins. El seu nom en arameu vol dir "Casa del Benestar".
Va existir fins al segle x. Probablement és la Gadda de la Taula de Peutinger.